# Fedelm
Fedelm is een zieneres en dichteres uit de Ulstercyclus die voorspelt dat de Runderroof van Cooley op een bloedbad uit zal lopen. Ze zou haar kunst geleerd hebben in Schotland en is net gearriveerd in Ierland als Medb op het punt staat de Ulaid aan te vallen.